# Engalaberno
Se denomina engalaberno a veces llamadas “casas superpuestas”, “casas a caballo” o “casas empotradas”, a la parte de una edificación que no se encuentra dentro de los límites del solar sobre el que se alza, sino que, excede estos en algún momento de su desarrollo, se introduce o apoya en el inmueble construido sobre la parcela colindante, invade lo que normalmente constituirían sus aires o subsuelo.

## Casos especiales
Esta situación es habitual en algunos barrios históricos, especialmente en ciudades con entramado urbano con origen en la arquitectura árabe, como Granada, donde muchas edificaciones se acoplan unas en otras solapando sus espacios. En muchas ocasiones esta situación se ha creado cuando el propietario de una finca ha segregado y transmitido alguna habitación de la misma al dueño del edificio contiguo y el adquirente a su vez la ha agregado a su finca, por donde a partir de ese momento la habitación tendrá su único acceso; de esta forma se ha trasmitido no solo la habitación en sí, sino que también se ha creado el derecho del adquirente a que la misma sea sustentada y correlativamente se ha constituido sobre la finca a la que originariamente perteneció la habitación la carga de seguir sustentándola pese a haberse enajenado, lo cual ha de ser tenido en cuenta particularmente a la hora de derribar esta finca o de hacer cualesquiera otras operaciones que puedan menoscabar su estructura, así como procurar su adecuado mantenimiento.
Cuando dos construcciones presentan uno o varios engalabernos se dice que están engalabernadas.